# Debbie Cameron
Deborah Cameron, detta Debbie (Miami, 14 settembre 1958), è una cantante statunitense, stabilitasi in Danimarca dal 1978.
È figlia di Etta Cameron, cantante originaria delle Bahamas.
Ha rappresentato insieme a Tommy Seebach la Danimarca all'Eurovision Song Contest 1981 con la canzone Krøller eller ej, classificatasi all'undicesimo posto.